# Maria Matilda Alexandrescu-Dersca-Bulgaru
Maria Matilda Alexandrescu-Dersca-Bulgaru (n. 5 iunie 1912, București) a fost un istoric român și profesor universitar român.

## Viața și activitatea
Maria Matilda Alexandrescu-Dersca-Bulgaru s-a născut la București, la 5 iunie 1912. A urmat studiile secundare la București și pe cele universitare la Paris, a studiat istorie (1935) și sociologie (1936), a absolvit Școala de istorie de arhivistică, s-a specializat la Școala de limbi orientale de la Paris (1937-1938). A obținut doctoratul în 1940. Teza de doctorat este despre campania lui Timur-Lenk și bătălia de la Ankara, a fost coordonatoarea de lucrări științifice la Institutul de studii și cercetări balcanice (1944-1947), asistentă la Facultatea de istorie din București (1947-1952), doctor docent în istorie (1961), precum și cercetătoare principală la Institutul de istorie al Academiei (1949-1975). 
A fost interesată de istoria medievală, în special cea orientală. S-a remarcat cu istoria Imperiului otoman, a studiat izvoarele orientale, în special cele turcești, despre relația dintre Poartă și țările române, precum și regimurile dominației otomane. A făcut parte la elaborarea lucrărilor științifice (10 volume) coordonate de către Maria Holban intitulată Călători străini despre țările române.

## Opera
1. A colaborat la Istoria României, vol. III, București, 1964.
2. La campagne de Timur en Anatolie (1402), București, 1943.
3. A propos d'un firman du sultan Mustafa III. Contribution a l'etude des rapports d'economie dirigee turco-roumains au X VII le in, Balcania, VII (1944).
4. Contribution a l'etude de l'approvisionnement en ble de Constantinople au XVIlle siecle, în Studia et Acta Orientalia, I (1957).
5. Rolul hatișerifilor de privilegii în limitarea obligațiilor către Poartă, în Studii, XI (1958).
6. L'expedition d'Umur Beg d'Aydin aux bouches du Danube (1337 ou 1338), in Studia et Acta Orientalia, II (1959).
7. Despre regimul supușilor otomani în Țara Românească în veacul al XVIII-lea, în Studii, XIV (1961).
8. Călători străini despre țările române, vol. 2-10, Volume îngrijite de Maria Holban (redactor responsabil), Maria Matilda Alexandrescu-Dersca Bulgaru și Paul Cernovodeanu, București, anii 1970-2001.